# 约翰斯顿 (南卡罗来纳州)
约翰斯顿（英文：Johnston），是美国南卡罗来纳州下属的一座城市。城市类型是“Town”。其面积大约为2.73平方英里（7.08平方公里）。根据2010年美国人口普查，该市有人口2,362人，人口密度约为每平方 英里863.94人（约合每平方公里333.58人）。